# فرناندو سوتو
فرناندو سوتو (بالإسبانية: Fernando Soto)‏ هو ممثل مكسيكي، ولد في 15 أبريل 1911 في المكسيك، وتوفي في 11 مايو 1980 بمدينة مكسيكو في المكسيك.

## وصلات خارجية
- فرناندو سوتو على موقع IMDb (الإنجليزية)
- فرناندو سوتو على موقع قاعدة بيانات الفيلم (الإنجليزية)